# Поленов, Георгий Фёдорович
Гео́ргий Фёдорович Поле́нов (14 июня 1924 — 27 января 2001) — советский и казахстанский юрист, один из основателей казахстанской школы уголовного права, доктор юридических наук (1971), профессор.

## Биография
Родился 14 июня 1924 года в посёлке Тогучин (современная Новосибирская область России).
В 1942 году был призван в Красную Армию, участвовал в освобождении Украины, Белоруссии, во взятии Кёнигсберга, Берлина. Боевые подвиги Г. Ф. Поленова отмечены 12 наградами.
После окончания Великой Отечественной войны в 1949 году с отличием окончил Алма-Атинский юридический институт и был направлен в аспирантуру Московского юридического института. Кандидатскую диссертацию защитил в Москве в 1953 году и вернулся в Алма-Ату на преподавательскую работу. В 1971 году защитил докторскую диссертацию.
Г. Ф. Поленов в течение более 40 лет работал на юридическом факультете Казахского государственного университета в начале старшим преподавателем, затем доцентом, профессором, заведующим кафедрой уголовного права. В 1996—2001 годах Г. Ф. Поленов — профессор Высшей школы права «Адилет».
Г. Ф. Поленов опубликовал свыше 200 научных работ, среди которых монографии, комментарии, учебники, брошюры, научные статьи, посвященные актуальным проблемам уголовного права. Он являлся редактором и одним из авторов первых в стране комментариев уголовного кодекса, первых учебников по общей и особенной части уголовного права, занимался подготовкой учебных пособий на базе нового уголовного кодекса, в разработке которого также принимал участие.